# Ilex clementis
Ilex clementis là một loài thực vật có hoa trong họ Aquifoliaceae. Loài này được Britton & P.Wilson mô tả khoa học đầu tiên năm 1920.